# London Road (filme)
London Road é um filme britânico de 2015, dirigido por Rufus Norris e escrito por Adam Cork e Alecky Blythe baseado no musical de mesmo nome do National Theatre, que por sua vez se baseia nas entrevistas sobre os assassinatos de Steve Wright. O filme é estrelado por Olivia Colman, Anita Dobson e Tom Hardy.
Foi selecionado para exibição na seção City to City do Festival Internacional de Cinema de Toronto de 2015.

## Elenco
- Olivia Colman como Julie
- Anita Dobson como June
- Tom Hardy como Mark
- Kate Fleetwood como Vicky
- Clare Burt como Jan
- Claire Moore como Councillor Carole
- Janet Henfrey como Ivy
- Paul Thornley como Dodge
- Jenny Galloway como Margaret
- Anna Hale como Jessica
- Gillian Bevan como Colette McBeth
- Michael Shaeffer como Simon Newton
- James Doherty como Seb
- Nick Holder como Ron
- Mark Sheals como Wayne
- Hal Fowler como David Crabtree
- Linzi Hateley como Helen
- Alecky Blythe como comentarista da BBC

## Produção
O filme foi filmado em Bexley, em Londres. Vários membros do elenco da produção original reprisam seus papéis no filme, incluindo Fleetwood, Burt, Moore, Shaeffer, Thornley, Fowler e Holder.

## Lançamento
A premiere do filme aconteceu em 9 de junho de 2015 como parte do National Theatre Live, e foi lançado em 12 de junho de 2015.

### Recepção crítica
London Road recebeu críticas geralmente positivas dos críticos. O site Rotten Tomatoes relata que 76% dos 67 críticos deram ao filme uma crítica positiva, com uma classificação média de 6,8/10. O consenso crítico do site diz: "fascinante e perturbador, London Road usa um incomum documentário/híbrido musical para contar uma história sombria da vida real".

## Prêmios
O coreógrafo do filme, Javier de Frutos, foi indicado e venceu o Prêmio Chita Rivera de 2017 de Melhor Coreografia em um Longa-Metragem, derrotando outros indicados como Beauty and the Beast e La La Land. O filme foi indicado a dois prêmios no London Film Critics Circle Awards 2015 e ganhou um:
- Ator Britânico do Ano - Tom Hardy (venceu)
- Filme Britânico do Ano (indicado)